# Campeonato Mundial de Escalada de 2009
El X Campeonato Mundial de Escalada se celebró en Xining (China) entre el 30 de junio y el 5 de julio de 2009 bajo la organización de la Federación Internacional de Escalada Deportiva (IFSC) y la Federación China de Deportes de Escalada.
Las competiciones se realizaron en el Estadio Deportivo Provincial de Xining.

## Medallistas

### Masculino
| Evento             | Oro                              | Plata                              | Bronce                            |
| ------------------ | -------------------------------- | ---------------------------------- | --------------------------------- |
| Dificultad (05.07) | Patxi Usobiaga · España · Top    | Adam Ondra · República Checa · 45- | David Lama · Austria · 42-        |
| Velocidad (05.07)  | Zhong Qixin China                | Alexandr Nigmatulin · Kazajistán   | Ivan Novikov · Rusia              |
| Bloques (04.07)    | Alexei Rubtsov · Rusia · 4T5 4b4 | Rustam Guelmanov · Rusia · 4T6 4b4 | David Barrans Reino Unido 4T8 4b6 |

### Femenino
| Evento             | Oro                                | Plata                               | Bronce                         |
| ------------------ | ---------------------------------- | ----------------------------------- | ------------------------------ |
| Dificultad (04.07) | Johanna Ernst · Austria · Top      | Kim Ja-In Corea del Sur Top         | Maja Vidmar Eslovenia 35-      |
| Velocidad (04.07)  | He Cuilian China                   | He Cuifang China                    | Li Chunhua China               |
| Bloques (05.07)    | Yuliya Abramchuk · Rusia · 2T2 4b4 | Olga Shalaguina · Ucrania · 1T1 4b7 | Anna Stöhr · Austria · 1T1 3b4 |

## Medallero
| Núm. | País            | Oro | Plata | Bronce | Total |
| ---- | --------------- | --- | ----- | ------ | ----- |
| 1    | China           | 2   | 1     | 1      | 4     |
| 1    | Rusia           | 2   | 1     | 1      | 4     |
| 3    | Austria         | 1   | 0     | 2      | 3     |
| 4    | España          | 1   | 0     | 0      | 1     |
| 5    | Corea del Sur   | 0   | 1     | 0      | 1     |
| 5    | Kazajistán      | 0   | 1     | 0      | 1     |
| 5    | República Checa | 0   | 1     | 0      | 1     |
| 5    | Ucrania         | 0   | 1     | 0      | 1     |
| 9    | Eslovenia       | 0   | 0     | 1      | 1     |
| 9    | Reino Unido     | 0   | 0     | 1      | 1     |
|      | TOTAL           | 6   | 6     | 6      | 18    |